# Ungkarlspappan
Ungkarlspappan är en svensk komedifilm från 1935 i regi av Gustaf Molander.

## Handling
Greve Örnklo är på dåligt humör. Han har reumatism i benet och måste därför avstå från alkohol, tobak och viss mat (till exempel kåldolmar som doktor Lundgren äter tillsammans med honom).
Vi får veta att greven som ung reste runt mycket och hade en hel del kvinnoaffärer, och därmed barn som han aldrig träffat. Plötsligt vill greven att doktorns son John som är anställd på godset ska hämta hem hans avkomlingar.

## Om filmen
Filmen hade premiär 28 januari 1935 i Stockholm. Ungkarlspappan har även visats på SVT.

## Rollista (i urval)
- Olof Winnerstrand - greve Kristian Örnklo på Ekenäs gods
- Birgit Tengroth - Kerstin Bergman, växeltelefonist
- Aase Clausen - Dagmar Pedersen
- Stein Grieg Halvorsen - Olav Lykke
- Mario Osward - Enrico Chilenos
- Allan Bohlin - John Lundgren, inspektorn
- Erik "Bullen" Berglund - Fredrik, betjänten
- Hugo Björne - doktor Erik Lundgren, Johns far[3]